# Эрнандес, Росио
Росио Маргарита «Ро» Эрнандес (англ. Rocío Hernández; 14 апреля 1985, Мадрид) — пуэрто-риканская и американская футболистка, игравшая на всех позициях в поле. Выступала за сборную Пуэрто-Рико.

## Биография
Родилась в Испании в семье испанца и пуэрто-риканки. Занималась футболом с пяти лет в команде «Трес Канто». С юности жила в США, где представляла команды школ Хоббс и Пирланд. На студенческом уровне выступала за команды Университета Техас — Эль Пасо (УТЕП) и Технологического института Флориды. На взрослом уровне играла в любительской W-лиге за «Индиану» и за ряд других клубов.
В 2008 году перешла в российский клуб «Энергия» (Воронеж), сыграла 9 матчей в высшей лиге, однако команда была безнадёжным аутсайдером и проиграла все свои матчи. Ещё до конца сезона спортсменка перешла в украинский клуб «Нефтехимик» (Калуш), с которым стала бронзовым призёром чемпионата Украины. Всего за украинский клуб сыграла 7 матчей в чемпионате страны и 5 матчей (1 гол) в Кубке УЕФА. Во второй половине 2011 года играла за клуб второго дивизиона Швеции «Евле», после чего завершила карьеру.
На уровне сборных в середине 2000-х годов приняла предложение выступать за сборную Пуэрто-Рико, была капитаном команды. Принимала участие в Карибских играх 2010 года. В официальных турнирах сыграла не менее 9 матчей и забила не менее 5 голов.
После завершения игровой карьеры некоторое время тренировала детские команды, затем работала в рекламном бизнесе.

## Личная жизнь
Встречалась с актрисой Кейт Частейн.